# Hiremagadi, Sorab
Hiremagadi là một làng thuộc tehsil Sorab, huyện Shimoga, bang Karnataka, Ấn Độ.